# Steven Lee
Steven Lee (* 6. August 1962 in Falls Creek, Victoria) ist ein ehemaliger australischer Skirennläufer.

## Biografie
Lee war Teilnehmer an den Olympischen Winterspielen 1984 in Sarajevo, 1988 in Calgary und 1992 in Albertville. Von 1982 bis 1991 nahm er auch an allen fünf Weltmeisterschaften teil. Sein bestes Resultat erreichte er bei den Weltmeisterschaften 1989 in Vail mit dem achten Platz im Super-G.
Lee ist der zweite von drei Australiern, die bisher einen Weltcupsieg erringen konnten. Er gewann am 3. März 1985 den Super-G in Furano ex aequo mit dem Schweizer Daniel Mahrer; wie Mahrer, der mit Start-Nummer 27 gestartet war, profitierte auch er mit Nummer 43 von den besser gewordenen Wetterverhältnissen. In seiner Karriere konnte er acht weitere Top-10-Plätze belegen.

„Nach meiner Zeit in Australien habe ich bei den Franzosen Top-Stars wie Luc Alphand oder Frank Piccard gecoacht. Aber keiner hatte so viel Talent wie Steven Lee.“

Zeitweise konnte der Australier mit dem Schweizer Ski-Team trainieren. Er war aber bekannt dafür, nicht allzu hart trainiert, dafür selten eine Party ausgelassen zu haben.

„[…] dieser skifahrende Beachboy hat wie später auch unser Pauli Accola gezeigt, dass man auch ohne die ganz harten Trainingseinheiten Weltcuprennen gewinnen kann“

1992 beendete er seine aktive Karriere und wurde Fernsehkommentator sowie Mitherausgeber einer australischen Schneesport-Zeitschrift. Er arbeitete als Trainer für die Skiteams von Australien, den USA und Großbritannien. In Japan betrieb er ein Unternehmen, das Heliskiing anbot. Er wechselte meist zwischen einer Wintersaison im japanischen Hakuba, wo er ein Hotel betrieb und Skitouren anbot, und der Wintersaison in Falls Creek in den Australischen Alpen, wo er ebenfalls im Skibusiness tätig war. Im September 2020 erlitt Steven Lee einen Hirnschlag. Es wurde Geld gesammelt, um ihm durch die Behandlung und die Zeit danach zu helfen.